# Tenrec aquàtic
El tenrec aquàtic (Limnogale mergulus) és l'únic tenrec aquàtic conegut i viu a l'est de Madagascar, Àfrica. Mesura entre 25 i 39 cm i en el passat es cregué que s'havia extingit. S'alimenta de crancs, insectes aquàtics i crancs de riu. Pesa entre 40 i 60 grams i se'l considera vulnerable. És l'única espècie del gènere Limnogale.